# Vídeo Game
Vídeo Game foi um game show brasileiro produzido e exibido pela TV Globo entre 10 de dezembro de 2001 e 30 de dezembro de 2011, como uma extensão final do programa Vídeo Show, sendo apresentado por Angélica. Em 2017, ganhou um revival especial com 15 episódios.

## História
O programa estreou em 10 de dezembro de 2001 sob o comando da apresentadora Angélica. Marluce Dias da Silva, então diretora da TV Globo, queria um quadro com artistas para renovar o programa vespertino comandado por Miguel Falabella e que fosse exibido de segunda à sexta. O quadro era apresentado nos 15 minutos finais do Vídeo Show e fez a audiência dobrar, ganhando mais tempo de duração nos anos seguintes e chegando a ocupar 30 minutos diários e com algumas edições ao vivo, e o que era para ser um quadro de verão se tornou o maior duelo entre artistas da televisão brasileira. O programa reunia entre os convidados diversos atores e apresentadores do elenco da Rede Globo, além de cantores e bandas. Até mesmo Angélica participou do programa, no Vídeo Game especial de dia das crianças. A apresentadora enfrentou Xuxa e Luciano Huck apresentou o programa naquela semana.
O resumo do programa era esse: cada dia possuía o seu quadro específico. Na segunda, o quadro era "Telinha Direta", onde os desafiantes deviam descobrir o que acontece nas novelas e pagar micos. Na terça, o quadro era "Retrato Mal Falado", onde os desafiantes deviam descobrir quem era a pessoa escondida no retrato falso. Na quarta, o quadro era "Antena Paranóica", onde possuía cenas malucas e os desafiantes tinham que cantar. Na quinta, o quadro era "Próxima Vítima", onde os participantes deviam ser bons de pontaria. Finalmente, na sexta, o quadro era o "Camarim", onde os desafiantes tinham que responder perguntas e fazer a melhor caracterização possível. Além disso, tinha "Próxima Atração". Quem vencesse o duelo doava cestas básicas para uma instituição de caridade. Às quintas, quando a sirene secreta tocava, o desafiante que possuía mais pontos tinha que pagar um mico, ou caso contrário, invertia o placar.
Em 2003, o quadro "Teletubo" substituiu "Próxima Vítima". No "Teletubo", os participantes deviam mostrar seus conhecimentos de TV antes que o paredão fechasse.
Em 14 de fevereiro de 2005, Fernanda Lima foi contratada para substituir a títular, apresentando o quadro de jogos pela primeira vez durante a licença-maternidade de Angélica até a volta dela em 23 de maio do mesmo ano. Assim, a gaúcha deu seus primeiros passos no canal.
Em 3 de junho de 2005, o Vídeo Game mudou sua final, que ficou denominada de "Vale Tudo".
Em 3 de abril de 2006, o Vídeo Game ganhou os quadros "Te Conheço", "Se Vira nos 5", "Túnel do Tempo" e "Jogo da Velha". No "Te Conheço", os desafiantes deviam testar os conhecimentos entre si. No "Se Vira nos 5", os desafiantes tinham que descobrir 5 programas, atores ou novelas em 30 segundos. No "Túnel do Tempo", os desafiantes deviam testar os conhecimentos da história da Rede Globo. No "Jogo da Velha", os desafiantes tinham que evitar o adversário fechar seu jogo.
Em 1 de outubro de 2007, Fernanda Lima apresentou o quadro de jogos pela segunda vez durante a segunda licença-maternidade de Angélica até a volta da mesma em 3 de março de 2008. Dessa vez, a própria Fernanda Lima ficou grávida.
Em 31 de março de 2008, o Vídeo Game mudou completamente. Inúmeros quadros novos foram adicionados para substituição dos antigos.
Em 13 de abril de 2009, o Vídeo Game estreou seu novo formato, com anônimos competindo ao invés de famosos. Entretanto, esse formato gerou inúmeras polêmicas, e fez com que imediatamente o programa ganhasse a queda de audiência nos dias úteis.
A partir de 2010, o programa passou a ser suspenso diversas vezes. A primeira vez foi durante os meses de 10 de junho e 9 de julho de 2010 devido à Copa do Mundo. A segunda vez foi durante os meses de 16 de agosto e 1 de outubro de 2010 devido ao horário político.
Em 3 de janeiro de 2011, o programa foi suspenso por três meses até 1 de abril, por conta de dificuldades no Ibope. A Angélica decidiu retornar ao antigo formato do programa para celebrar os 10 anos do game no ar, voltando em 4 de abril, com famosos competindo ao invés de anônimos. O formato possuía provas antigas, como "Teletubo", mescladas com provas novas, como "Besteira Rolante". Com essa mudança, a audiência do programa aumentou muito. A última exibição dessa fase foi em 30 de dezembro de 2011. A Globo chegou a idealizar provas e novo cenário, para voltar em abril de 2012, porém durante as férias, Angélica ficou grávida de sua primeira menina e, para se dedicar aos seus três filhos, decidiu encerrar a fase imediatamente, sem a volta prevista.

## Vídeo Game Verão
Vídeo Game Verão foi uma versão alternativa do original programa Vídeo Game exibido pela Rede Globo. Apresentado pelo apresentador André Marques, o programa foi exibido de 2 a 27 de janeiro de 2012, depois do Globo Notícia.
A estreia do programa houve um rendimento de 14 pontos de audiência. O programa foi criado para aumentar a audiência da novela Malhação 2011 que estava em baixa, mas isso não deu muito certo. O formato não agradou os fãs e, por isso, o programa foi retirado do ar dois meses antes do previsto. Essa foi a última temporada do game que não contou com Angélica, que voltou ao quadro cinco anos depois para um revival especial de três semanas em 2017. 
O jogo tinha 2 equipes, sendo as equipes amarelas e vermelhas.
| Semana | Vencedores                                                | Perdedores                                     |
| ------ | --------------------------------------------------------- | ---------------------------------------------- |
| 1      | Gracyanne Barbosa Juliane Almeida Nando Cunha             | Belo Bianca Leão Diana Balsini                 |
| 2      | Márcio Garcia Klebber Toledo Heloísa Périssé Juliana Paes | Diogo Vilela Tadeu Mello Tuca Fernandes        |
| 3      | Carol Nakamura Dudu Nobre Fani Pacheco                    | Joaquim Lopes Paloma Bernardi Renata Santos    |
| 4      | Cláudia Jimenez Miguel Rômulo Ingrid Guimarães            | Guilherme Briggs Vagner Love Whindersson Nunes |

## Volta ao Ar

### Revival
Em 6 de novembro de 2017, após 5 anos fora do ar com o término da primeira fase, o programa voltou com um especial com Angélica e com alguns convidados confirmados: Fernanda Souza, Thiaguinho, Mariana Santos, Camila Queiroz, Letícia Colin, Viviane Araújo, Juliana Paiva, Vanessa Giácomo, Jonathan Azevedo, Agatha Moreira, Alexandre Borges e Rodrigo Fagundes.  A volta súbita e surpreendente não surtiu o sucesso de antes e o game ficou no ar por apenas três semanas previstas.

### Especial
O programa teve seu retorno confirmado inicialmente em 25 de abril de 2025 e faria parte das comemorações dos 60 anos da TV Globo, além de contar com a volta de Angélica ao comando do quadro que conquistou o público nos anos 2000 dentro do especial Vídeo Show. Por fim, a emissora decidiu exibir o quadro como programa independente no dia 26 na faixa vespertina do sábado, fazendo parte da maratona de 60 horas em comemoração ao sexagenário da Globo.

## Curiosidades
Foi o primeiro programa apresentado por Angélica após sua decisão de deixar o público infantil e se dedicar a uma audiência mais madura. Enquanto ainda atuava em seu último programa infantil, Bambuluá, haviam negociações para um novo projeto que transformasse sua imagem na televisão.